# Villanueva de Campeán
Villanueva de Campeán es una población española y municipio de la provincia de Zamora, en la comunidad autónoma de Castilla y León.

## Etimología
El topónimo Villanueva hace referencia a que es una localidad de nueva creación, surgida a comienzos del siglo XV como consecuencia de la fundación de un nuevo convento de la orden franciscana bajo la advocación de Nuestra Señora del Soto. Campeán, su apellido, lo toma del cercano arroyo de Campeán, cauce principal de su término municipal que a su vez es afluente menor del río Duero.

## Historia

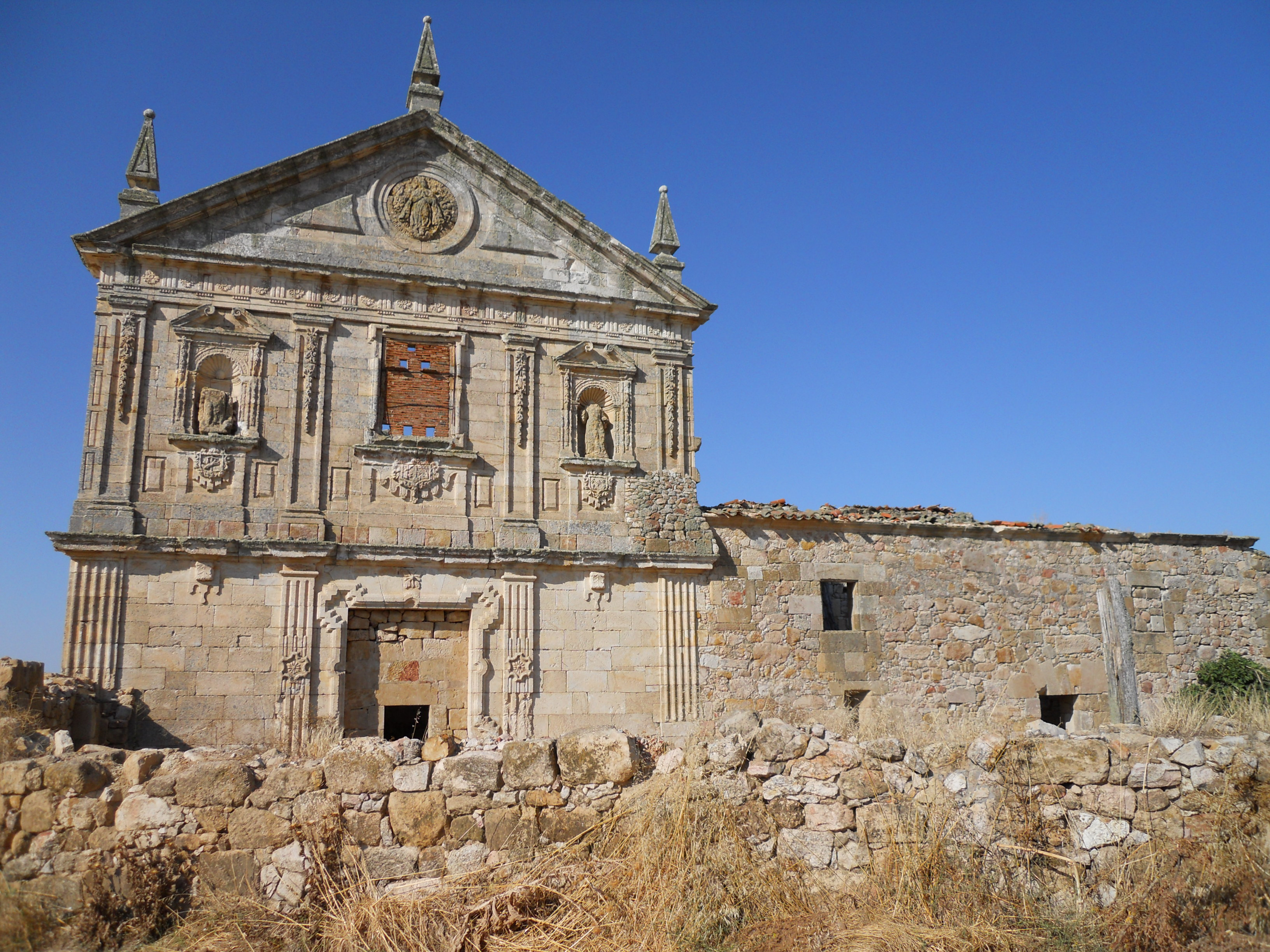
Fachada del convento franciscano de Nuestra Señora del Soto, declarado Bien de Interés Cultural pero que por su estado ruinoso está incluido en la Lista roja de patrimonio en peligro.

Un referente histórico de Villanueva de Campeán es la calzada romana de la Vía de la Plata, que atraviesa el pueblo de norte a sur, habiendo sido una de las localidades de la Vía de la Plata que contó con hospital, habiéndose integrado su territorio en el Reino de León en la Edad Media.
No obstante, la historia de Villanueva de Campeán como localidad, comienza años después de la construcción del Convento del Soto (1406), situado a unos escasos 400 metros al sureste del pueblo. Se desconoce el año en que los primeros habitantes se establecieron de forma permanente, pero está documentado que en 1595 contaba con un censo de 21 vecinos, muchos de ellos procedentes de la extinta localidad de San Pedro de Campeán. 
San Pedro de Campeán existió hasta por lo menos el 1558, año en el que es mencionada junto a las localidades de Pobladura de Valderaduey, Baíllo, Cabañas de Sayago, Villanueva del Campeán y la dehesa de Llamas con motivo de la venta de la jurisdicción de las mismas a Cristóbal de Porras, caballero acaudalado de Zamora y señor de la villa de Castronuevo. Lo recaudado sirvió, según el propio documento, para cubrir una parte de los gastos necesarios para la defensa de los reinos, en una época en la que el tesoro contaba con numerosas necesidades derivadas de la acción exterior de Felipe II y que en 1557 provocó la primera de las bancarrotas del reinado.
Durante la Edad Moderna, Villanueva de Campeán formó parte del Partido del Vino de la provincia de Zamora, tal y como reflejaba en 1773 Tomás López en Mapa de la Provincia de Zamora. Así, al reestructurarse las provincias y crearse las actuales en 1833, la localidad se mantuvo en la provincia zamorana, dentro de la Región Leonesa, integrándose en 1834 en el Partido Judicial de Zamora.

## Geografía humana

### Demografía
Cuenta con una población de 117 habitantes (INE 2024).
| Gráfica de evolución demográfica de Villanueva del Campeán entre 1842 y 2021                                          |
| |
| Población de derecho según los censos de población del INE. Población de hecho según los censos de población del INE. |

### Transportes
Atraviesa el municipio la carretera local ZA-P-2217 que permite las comunicaciones con los términos vecinos de Cabañas de Sayago y Corrales del Vino donde es posible enlazar además fácilmente con la carretera nacional N-630 que une Gijón con Sevilla así como con la autovía Ruta de la Plata, de igual recorrido que la anterior y que constituye el principal eje de transportes del oeste del país. 
En cuanto al transporte público se refiere, tras el cierre del Ferrocarril Ruta de la Plata, que pasaba por el vecino municipio de Morales del Vino y tenía parada en el mismo, no existen servicios de tren en el municipio ni en los vecinos, ni tampoco línea regular con servicio de autobús, siendo las estaciones más cercanas las de Zamora capital. Por otro lado el aeropuerto de Salamanca es el más cercano, estando a unos 76 km de distancia.

### Industria
Existen tres grandes bodegas que ofrecen vinos tintos jóvenes de calidad y de otros tipos, como blancos, cabernet sauvignon, etc. También hay bodegas familiares, que solamente producen tintos jóvenes, y aguardiente en algún caso.

## Administración
| Periodo   | Nombre                         | Partido |
| --------- | ------------------------------ | ------- |
| 1979-1983 | Federico Hernández Lorenzo     | UCD     |
| 1983-1987 | Orencio López Pachón           | PSOE    |
| 1987-1991 | José Crespo Neches             | PP      |
| 1991-1995 | José Crespo Neches             | PP      |
| 1995-1999 | Santiago Santamaría Sánchez    | PP      |
| 1999-2003 | Jesusa Alonso González         | PSOE    |
| 2003-2007 | Ángel José Rebollo Sánchez     | PP      |
| 2007-2011 | Joaquín Matos González         | PSOE    |
| 2011-2015 | Ángela Alonso González         | PP      |
| 2015-2019 | Ángela Alonso González         | PP      |
| 2019-2023 | Ángela Alonso González         | PP      |
| 2023-act. | Raquel Adela Hernández Borrego | PP      |

## Patrimonio
- Convento franciscano de Nuestra Señora del Soto: declarado Bien de Interés Cultural que por su estado ruinoso está incluido en la Lista roja de patrimonio en peligro. Además, al estar situado en fincas de propiedad privada, no cuenta con un acceso libre a su interior. Desde el exterior se puede apreciar el esplendor de antaño y su magnífica huerta.
- La Vía de la Plata, lo que en su día fue calzada romana, hoy es camino de peregrinos, que en este tramo une Villanueva de Campeán  con San Marcial, al norte, y con Peleas de Arriba, al sur. La ruta atraviesa el pueblo por la calle Calzada, y tanto el pueblo, como el camino está plagado de referentes, entre los que destaca el albergue de peregrinos.
- El "cerro Las Culcas", con sus 867 m, también conocido popularmente conocido como "La Esculca", es el punto más alto del término municipal, y uno de los referente de su linde.
- Otros referentes son Las Salinas, Los Arenales, Las Canteras y las ruinas del pueblo abandonado de San Pedro de Campeán.

## Gastronomía
Cocido, carnes y guisos, productos de matanza como tocino, jamón, chorizo, chichas y productos hortofrutícolas son de consumo habitual en un pueblo conocido también por la calidad de su agua.

## Fiestas
San Juan Degollao, con celebración el 29 de agosto, aunque por interés general se celebran el último fin de semana del mes de agosto, con una duración aproximada de 4 días (jueves, viernes y fin de semana). Nuestra Señora de la Paz, celebrada el sábado más cercano al 24 de enero.